# Attentat du 5 septembre 2002 à Kaboul
L'attentat du 5 septembre 2002 à Kaboul est un attentat à la voiture piégée survenu le 5 septembre 2002 devant le bâtiment du ministère de l'information et de la culture à Kaboul, en Afghanistan, faisant 26 morts et 167 blessés.

## Attentat
Ce fut l'attaque la plus meurtrière depuis la formation de l'administration (en) Karzai. Les talibans, al-Qaïda et le groupe de Gulbuddin Hekmatyar sont tous suspects. L'attaque est survenu peu de temps après qu'Hekmaytar a appelé à une guerre sainte contre les troupes étrangères de la force internationale d'assistance et de sécurité,. Quelques heures après l'attentat, Hamid Karzaia survécu de peu à une tentative d'assassinat d'un membre taliban dans la ville de Kandahar.